# Jean de Florette
Jean de Florette is een Franse dramafilm uit 1986, geregisseerd door Claude Berri. Hij is gebaseerd op het gelijknamige eerste deel van de tweedelige roman L'Eau des collines (1963) van Marcel Pagnol, en vormt een tweeluik met het vervolg Manon des sources (1986).
De film kreeg acht César- en tien BAFTA-nominaties.

## Verhaal
Jean de Florette (Gérard Depardieu), een gebochelde belastingontvanger uit de grote stad, komt samen met zijn vrouw en jonge dochtertje naar de Provence om zijn geluk te beproeven als boer. Hij heeft moderne ideeën over de landbouw en een stapel boeken bij zich. Omdat de Soubeyrans, een rijke herenboer (Yves Montand) en zijn lichtelijk achtergebleven neef Ugolin (Daniel Auteuil), stiekem de waterbron op het eigendom van Jean de Florette hebben dichtgemetseld, mislukt zijn plan op dramatische wijze.

## Rolverdeling
| Acteur                                       | Personage                         |
| -------------------------------------------- | --------------------------------- |
| Yves Montand                                 | César Soubeyran / "Le Papet"      |
| Daniel Auteuil                               | Ugolin                            |
| Gérard Depardieu                             | Jean Cadoret / "Jean de Florette" |
| Élisabeth Depardieu Gérard Dépardieu's vrouw |                                   |
| Ernestine Mazurowna                          | Manon                             |